# Vrouwen Eredivisie
De Vrouwen Eredivisie (vanwege sponsorrechten ook wel de Eurojackpot Vrouwen Eredivisie genoemd) is de hoogste vrouwenvoetbalafdeling in Nederland. Van 2007 tot 2012 werd er in de Eredivisie Vrouwen gestreden om het Landskampioenschap. Met de invoering van de Women's BeNe League in 2012 werd de competitie samengevoegd met de Belgische en omgevormd tot de BeNe League Orange, waarbij de ploegen zich konden kwalificeren voor de BeNe League A of B. Sinds 2015 is er opnieuw een Eredivisie met enkel Nederlandse voetbalclubs. De huidige voorzitter is de oud-staatssecretaris van Volksgezondheid, Welzijn en Sport Clémence Ross-Van Dorp. Oud-voetbalster Lucienne Reichardt is manager vrouwenvoetbal bij de KNVB en verantwoordelijk voor de ontwikkeling van het vrouwenvoetbal in Nederland.

## Geschiedenis
Toen in 1994 de landelijke Hoofdklasse van start ging, droeg deze competitie de naam Eredivisie. Na één seizoen werd de naam gewijzigd in Hoofdklasse. Vanaf het seizoen 1995/96 tot de invoering van de huidige Vrouwen Eredivisie in 2007 was de Hoofdklasse het hoogste niveau van het vrouwenvoetbal in Nederland. Vanaf het seizoen 2000/01 plaatste de landskampioen zich voor het eerst voor Europees voetbal. Die eer was voorbehouden aan Ter Leede.

### Ontstaan
In 2007 werd door de KNVB de basis gelegd voor de Eredivisie voor vrouwen. Zes betaaldvoetbalclubs besloten mee te doen aan de toenmalige Eredivisie Vrouwen. Dit waren ADO Den Haag, AZ, Heerenveen, FC Twente, FC Utrecht en Willem II. Aanvankelijk zouden ook Cambuur, Roda JC en TOP Oss mee doen, maar deze clubs vielen af. Donderdag werd aangewezen als vaste speeldag. Daarnaast werden er afspraken gemaakt over het verdelen van internationals en kregen alle clubs een bijdrage van de voetbalbond. Zo ging Claudia van den Heiligenberg naar AZ, Anouk Hoogendijk naar Utrecht, Dyanne Bito naar ADO Den Haag en Jessica Torny naar Twente. De teams zouden vier keer per seizoen tegen elkaar spelen.
De eerste wedstrijd werd op woensdag 29 augustus 2007 gepeeld in het Arke Stadion in Enschede. FC Twente en Heerenveen troffen elkaar voor het oog van 5.500 toeschouwers. Het duel eindigde in een 2-3 overwinning voor de Friezen. Marieke van Ottele, uitkomend voor Twente, scoorde het eerste doelpunt. Het honderdste doelpunt volgde op 7 februari 2008, gescoord door Lesley Landweer van Utrecht in de wedstrijd tegen Twente. AZ, onder leiding van Ed Engelkes, kroonde zich tot eerste kampioen van de Eredivisie Vrouwen.
Gedurende het debuutseizoen werd bekend dat de competitie met ingang van het seizoen 2008/09 zou worden uitgebreid met één team. Roda JC, die het jaar daarvoor nog afviel, werd de zevende club in de competitie. De Limburgers namen het team na één seizoen weer uit de competitie vanwege financiële problemen. AZ werd wederom kampioen van de Eredivisie Vrouwen. Iets wat ze in seizoen 2009/10 opnieuw wisten te bewerkstelligen.
Begin januari 2010 maakte toenmalig competitievoorzitter Clémence Ross-Van Dorp bekend dat de Eredivisie Vrouwen opnieuw ging uitbreiden. ,,De Eredivisie Vrouwen is aan haar derde seizoen bezig en heeft een stevig fundament. Wij vinden de tijd nu rijp voor uitbreiding. Een competitie met acht clubs is een volgende stap in de professionalisering van het vrouwenvoetbal." Later volgde het nieuws dat PEC Zwolle en VVV-Venlo hun opwachting zouden maken in de competitie. Dit betekende voor de competitie dat de teams elkaar niet meer vier keer, maar drie keer per seizoen zouden ontmoeten. Zodoende bleef het aantal te spelen wedstrijden ongeveer gelijk. Met FC Twente kende de Eredivisie Vrouwen dat jaar een nieuwe kampioen.

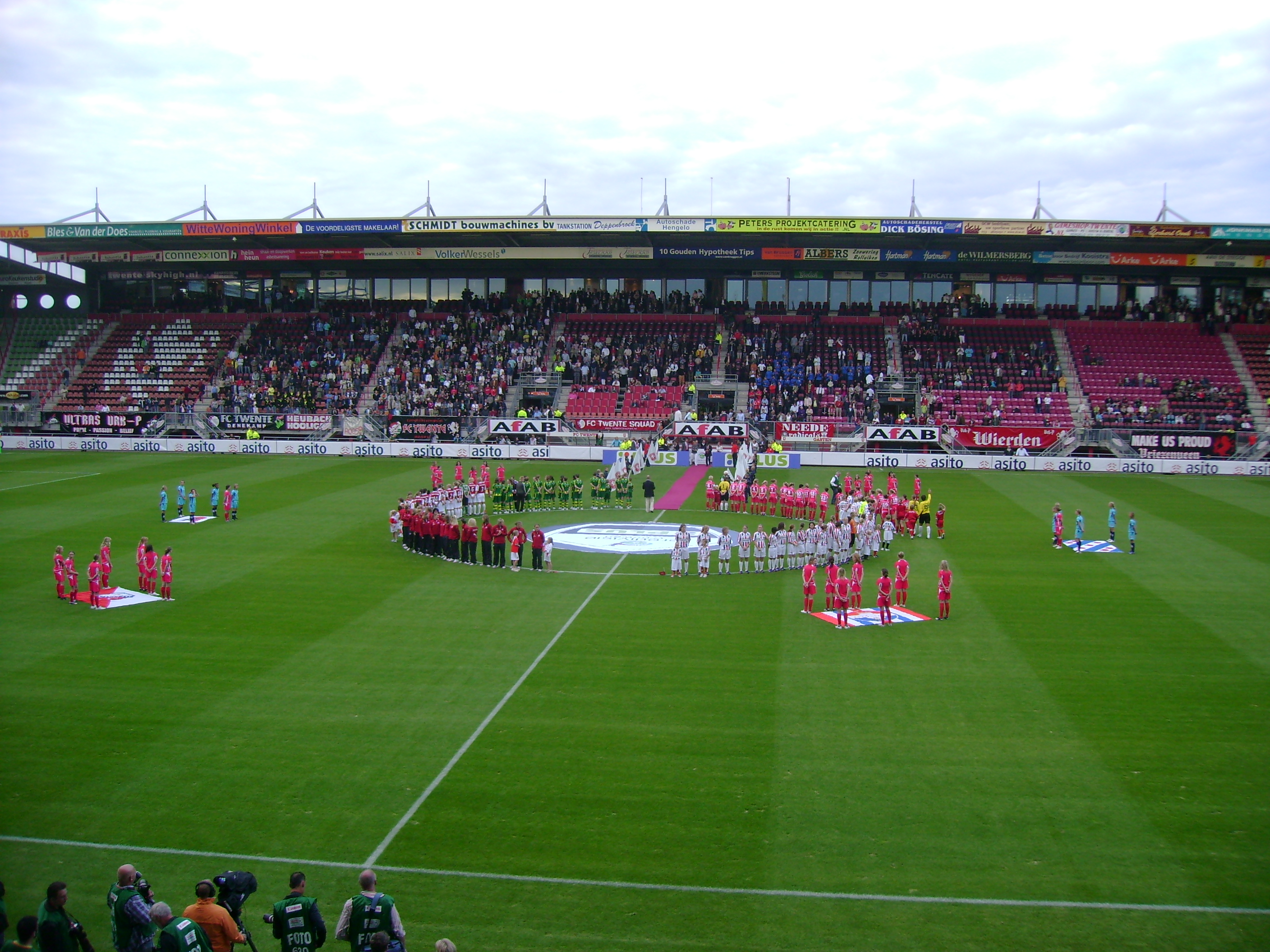
Openingsceremonie in het Arke Stadion
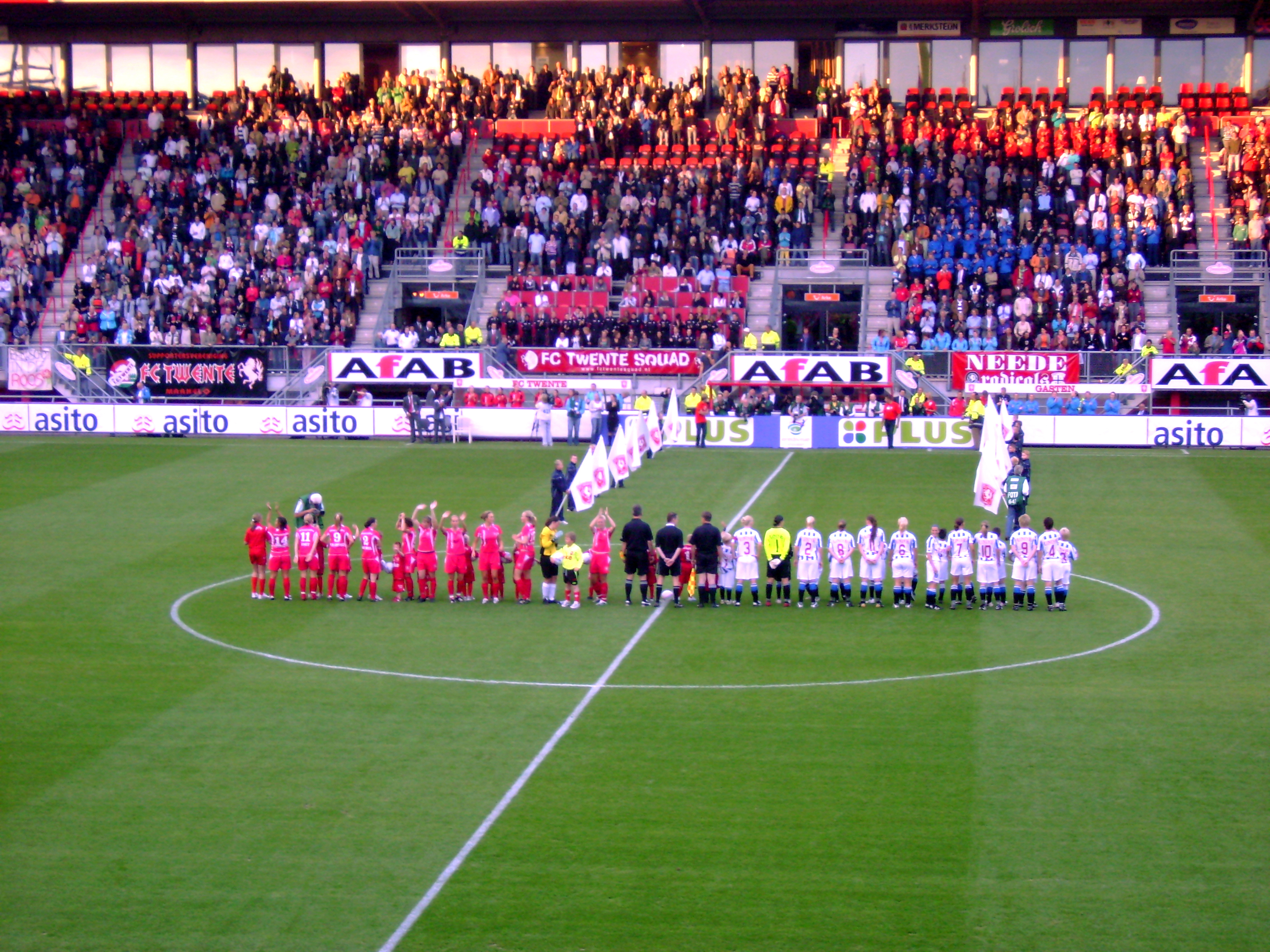
Openingswedstrijd FC Twente - sc Heerenveen
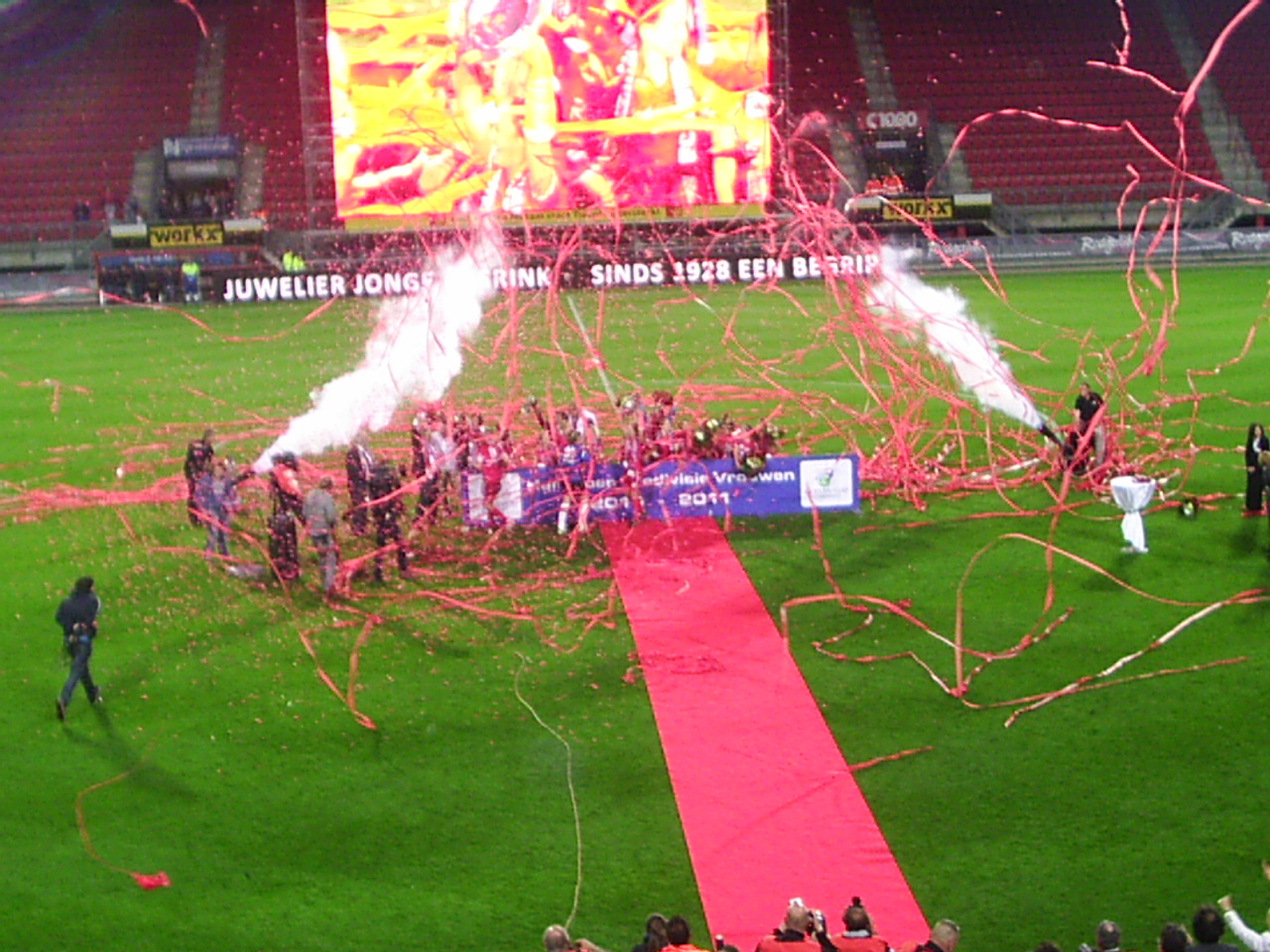
FC Twente kampioen 2010/11

### Veranderingen
Eind februari 2011 vond er overleg plaats tussen alle Eredivisie Vrouwenclubs, de KNVB en de SEV om de toekomst van de competitie te bespreken. Zo werd er onder meer vergaderd over de speeldag, het verdelen van de internationals en de financiële bijdrage van de voetbalbond. Tijdens de vergadering werd besloten dat vrijdag de nieuwe vaste speeldag zou worden, het competitieprogramma leidend is, clubs zelf mogen bepalen of ze speelsters opleiding of dat ze zich koppelen aan een amateurvoetbalvereniging en dat de clubs net als in de top van het amateurvoetbal speelsters mogen contracteren. Hierna werd bekend dat zowel drievoudig landskampioen AZ als Willem II zouden stoppen met hun vrouwenafdeling. Er werd met PSV gesproken over het overnemen van het elftal van Willem II, maar de Eindhovenaren achtten het te kort dag om al met ingang van het seizoen 2011/12 in te stappen. Een week later besloot ook FC Utrecht niet door te gaan met het vrouwenelftal.
Enkele weken later, begin april 2011, werd echter duidelijk dat het elftal van Utrecht een doorstart zou maken, ditmaal vanuit de stichting Vrouwen Voetbal Utrecht. De mannentak bleef wel nauw betrokken bij het team. Halverwege april 2011 kreeg de competitie een nieuwe domper te verwerken toen ook Heerenveen besloot om te stoppen met vrouwenvoetbal. Met RBC Roosendaal diende zich wel een nieuwe kandidaat aan. Voorwaarde voor hen was dat het mannenelftal niet degradeerde uit de Eerste divisie. Doordat de club failliet ging heeft het nooit een entree gemaakt in het vrouwenvoetbal. Uiteindelijk kwam Heerenveen terug op het besluit om te stoppen, want in twee weken tijd werden er veel nieuwe sponsorgelden losgemaakt, waarmee de club vooruit kon. Later werd het vrouwenvoetbal van de club ondergebracht in een aparte stichting.
Door alle wijzigingen waren er voor het seizoen 2011/12 zes teams, waarmee de voortgang van de competitie gegarandeerd was. Eind mei 2011 diende met Telstar zich alsnog een zevende team aan.
FC Twente besloot in augustus 2011 om vanaf dat moment haar speelsters te gaan betalen. Zij waren daarmee de eerste vrouwenvoetbalclub in Nederland die daartoe overging. Met ADO Den Haag kende de Eredivisie Vrouwen weer een nieuwe kampioen.

### BeNe League
Op 13 februari 2012 werd bekend dat de competitie met ingang van het seizoen 2012/13 verder ging als Women's BeNe League, in samenwerking met de Belgische voetbalbond.
Het format bestond uit twee delen. Na eerst wedstrijden volgens een volledige competitie in de Nederlandse BeNe League Orange te hebben gespeeld, namen de clubs deel aan de BeNe League A of B waaraan ook Belgische clubs deelnamen. De verdeling werd gemaakt op basis van de ranglijst. De BeNe League Orange kon derhalve nog worden gezien als voortzetting van de Eredivisie Vrouwen, terwijl de Belgische competitie werd omgedoopt tot BeNe League Red.
In aanloop naar de vernieuwde competitieopzet werd bekend dat Ajax een vrouwenteam zou beginnen. Ook werd bekeken of een combinatie van PSV en FC Eindhoven haalbaar was. Op 4 juni 2012 maakte PSV bekend groen licht te hebben gekregen om te starten met een gedeeld team: PSV/FC Eindhoven. Een andere gegadigde, Den Bosch, viel af. Toen duidelijk werd dat veel speelsters de overstap van VVV-Venlo naar PSV/FC Eindhoven dreigden te maken besloot de Venlose club zich terug te trekken uit de competitie. Hierdoor kwam het totaal aantal Nederlandse teams aan deze nieuwe competitie uit op acht.

### Herintroductie
De Nederlandse vrouwenvoetbalclubs besloten in 2014 een nieuwe competitie op te starten enkel bestaande uit Nederlandse teams. Daarmee kwam de Women's BeNe League na drie jaar ten einde. Na een overleg met de voetbalbond werd besloten om vanaf het seizoen 2015/16 verder te gaan onder de oude naam, Eredivisie Vrouwen. Na het definitief wegvallen van FC Utrecht bestond de competitie nog uit zeven teams.
Na een onwennige periode met weinig aandacht voor het Nederlandse vrouwenvoetbal kreeg het een nieuwe impuls door de Europese titel van het Nederlands vrouwenvoetbalelftal in 2017. Dar jaar maakte Excelsior/Barendrecht haar intrede in de Eredivisie Vrouwen, terwijl Achilles '29 een jaar eerder al was begonnen. Die jaren werden de kampioenschappen verdeeld tussen FC Twente en Ajax, beide twee titels.
In 2020 ging de KNVB een meerjarige verbintenis aan met Pure Energie en werd de naam gewijzigd in de Pure Energie Eredivisie Vrouwen. Daarnaast maakte ING bekend de competitie te gaan ondersteunen als Launch Partner.
Met ingang van het seizoen 2021/22 werd de competitieopzet aangepast. Hierdoor kwamen de eerder ingestelde play-offs om het landskampioenschap te vervallen. De deelnemende clubs speelden vanaf dat seizoen eerst uit en thuis tegen elkaar. De stand na die speelronden bepaalden wie er in de derde reeks thuis zou spelen. Gedurende het seizoen streden de teams om periodetitels. De kampioen en de periodetitel-winnaars streden na afloop van het seizoen om de Eredivisie Cup, die daarmee ook een nieuwe invulling kreeg. In de Nederlandse competitie is er dan nog altijd geen sprake van degradatie uit de Eredivisie Vrouwen.

### Uitbreiding
In maart 2021 kondigde Feyenoord aan dat het haar langverwachte entree zou maken in de Pure Energie Eredivisie Vrouwen met hun eigen vrouwenelftal. Gedurende het debuutseizoen van de Rotterdammers werd bekend dat ook Fortuna Sittard en Telstar (opnieuw) hun intrede zouden maken. Daarmee kwam het aantal deelnemende voetbalclubs op elf, waarmee het streven van de KNVB om uiteindelijk tot een volwaardige competitie met twaalf clubs te komen dichterbij kwam.
Met ingang van het seizoen 2022/23 zouden er ook licentie-eisen worden ingevoerd, waarmee de professionalisering verder moest worden vormgegeven. Clubs werden aangemoedigd om met een goed plan te komen voor de laatste plek in de Eredivisie Vrouwen. Clubs die daarna deel zouden willen nemen aan het professionele vrouwenvoetbal in Nederland zouden instromen in de Vrouwen Beloftencompetitie, die in 2023 werd omgedoopt in de Vrouwen Eerste divisie met het doel promotie/degradatie tussen beide niveaus te bewerkstelligen. FC Utrecht onderzocht de mogelijkheden tot (her)intrede, nadat ze eerder al van 2007 tot en met 2014 actief waren. In september 2022 werd bekend dat Utrecht met ingang van het seizoen 2023/24 weer zou gaan deelnemen aan de Vrouwen Eredivisie. Daarnaast onderzocht ook AZ de mogelijkheden tot (her)intrede en ging het een nauwe samenwerking aan met VV Alkmaar.
De voetbalbond maakte in juni 2022 bekend dat het multi-mediabedrijf Azerion voor drie seizoenen de naamgever van de Eredivisie Vrouwen zou worden. Gedurende deze periode werd de naam van de competitie gewijzigd in Azerion Vrouwen Eredivisie. In december van dat jaar werd de terugkeer van AZ bekrachtigd, ter vervanging van VV Alkmaar, waar de club reeds een samenwerking mee was gestart. Eerder die maand maakte de KNVB bekend dat de Azerion Vrouwen Eredivisie, Vrouwen Eerste divisie (voorheen Beloftencompetitie) en de KNVB Beker voor vrouwen onder de bestuurlijke verantwoordelijkheid zouden gaan vallen van het betaald voetbal. Sinds de introductie in 2007 viel het vrouwenvoetbal onder de verantwoordelijkheid van het amateurvoetbal.
Met het herintrede van AZ en Utrecht kwam het aantal deelnemende teams op twaalf. De nationale voetbalbond gaf in een eerder stadium aan dit het maximum aantal teams voor een gezonde vrouwencompetitie te vinden. Clubs die na het bereiken van dit aantal willen instromen zouden dat via de Vrouwen Eerste divisie doen. Om te voldoen aan de nieuwe licentieeisen van de KNVB maakte Heerenveen bekend het vrouwenvoetbal per het seizoen 2023/24 officieel onder te brengen bij de betaald voetbalorganisatie.
Sparta Rotterdam nam al sinds 2021 deel aan de Vrouwen Eerste divisie, als enige club zonder een elftal in de Vrouwen Eredivisie. Met ingang van het seizoen 2024/25 stroomden ook NAC Breda en De Graafschap in in de Vrouwen Eerste divisie. Op donderdag 13 februari 2025 maakte FC Groningen bekend dat zij een vrouwenelftal zouden introduceren, met ingang van het seizoen 2025/26. De Groningers werden daarmee het zestiende volwaardige vrouwenelftal in de Nederlandse voetbalpiramide. Echter werd in april 2025 bekend dat Fortuna Sittard om financiële redenen na afloop van het seizoen zou gaan stoppen met het eerste vrouwenelftal. Hoewel er officieel geen sprake was van een promotie/degradatieregeling werd de vrijgekomen plaats ingenomen door NAC Breda.
FC Twente behaalde in het seizoen 2024/25 als eerste vrouwenelftal de mijlpaal van tien landstitels in de Vrouwen Eredivisie door op de slotdag van het seizoen PSV op doelsaldo achter zich te houden. Met ingang van het seizoen 2025/26 ging de competitie een vijfjarige overeenkomst aan met Eurojackpot als nieuwe naamgever van de competitie. Hierdoor ging de competitie verder als de Eurojackpot Vrouwen Eredivisie.

### Voetbalpiramide
Met ingang van het voetbalseizoen 2025/26 besloot de KNVB een volgende stap te zetten in de creatie van een vrouwenvoetbalpiramide met de introductie van de Vrouwen Tweede divisie, voorheen Vrouwen Eerste divisie poule B. Deze nieuwe opzet moest zorgen voor een duidelijke, toekomstbestendige competitie en ruimte geven aan clubs om in eigen tempo door te groeien. De Vrouwen Tweede divisie zal gaan fungeren als instapniveau van nieuwe toetreders, waaronder FC Groningen. Als onderdeel van de nieuwe structuur zal er na afloop van het seizoen 2025/26 eenmalig een verzwaarde degradatieregeling worden toegepast, waardoor het aantal Eurojackpot Vrouwen Eredivisie-clubs wordt teruggebracht naar tien.
Tot dan toe was toetreden tot het professionele vrouwenvoetbal in Nederland enkel nog voorbehouden aan reeds bestaande profvoetbalclubs met een mannenafdeling, zoals Feyenoord, Twente en Heerenveen. Op de algemene vergadering betaald voetbal in juni 2025 werd ingestemd met een gewijzigd reglement waardoor ook clubs die enkel vrouwenvoetbal hebben mogen deelnemen aan de competities. HERA United werkte reeds aan toetreding in samenwerking met Telstar, maar overname van de licentie was tot de wijziging van de reglementen nog niet mogelijk.

## Deelnemende clubs

### Seizoen 2025/26
Twaalf clubs spelen het seizoen 2025/26 in de Vrouwen Eredivisie. De provincies Noord-Holland en Zuid-Holland zijn het best vertegenwoordigd met ieder drie clubs. De provincies Drenthe, Flevoland, Gelderland, Groningen, Limburg en Zeeland leveren dit seizoen geen clubs op het hoogste niveau.
| Team               | Stad               | Provincie          | Stadion                    | Capaciteit         | Seiz.              | Titels             |                    |
| Vrouwen Eredivisie | Vrouwen Eredivisie | Vrouwen Eredivisie | Vrouwen Eredivisie         | Vrouwen Eredivisie | Vrouwen Eredivisie | Vrouwen Eredivisie | Vrouwen Eredivisie |
| ------------------ | ------------------ | ------------------ | -------------------------- | ------------------ | ------------------ | ------------------ | ------------------ |
| ADO Den Haag       | Den Haag           | Zuid-Holland       | Bingoal Stadion            | 15.000             | 16                 | 1                  |                    |
| Ajax               | Amsterdam          | Noord-Holland      | De Toekomst                | 2.250              | 11                 | 3                  |                    |
| AZ                 | Wijdewormer        | Noord-Holland      | Kalverhoek                 | 2.000              | 7                  | 3                  |                    |
| Excelsior          | Rotterdam          | Zuid-Holland       | Van Donge & De Roo Stadion | 4.500              | 9                  | 0                  |                    |
| Feyenoord          | Rotterdam          | Zuid-Holland       | Varkenoord                 | 3.000              | 5                  | 0                  |                    |
| sc Heerenveen      | Heerenveen         | Friesland          | Skoatterwâld               | 1.000              | 16                 | 0                  |                    |
| NAC Breda          | Breda              | Noord-Brabant      | Rat Verlegh Stadion        | 19.000             | 1                  | 0                  |                    |
| PEC Zwolle         | Zwolle             | Overijssel         | MAC³PARK stadion           | 14.000             | 13                 | 0                  |                    |
| PSV                | Eindhoven          | Noord-Brabant      | De Herdgang                | 2.500              | 11                 | 0                  |                    |
| Telstar            | Velsen-Zuid        | Noord-Holland      | 711 Stadion                | 5.200              | 4                  | 0                  |                    |
| FC Twente          | Enschede           | Overijssel         | Het Diekman                | 4.000              | 16                 | 10                 |                    |
| FC Utrecht         | Utrecht            | Utrecht            | Zoudenbalch                | 1.000              | 8                  | 0                  |                    |

## Competitieopzet

### Europees voetbal
Zowel de landskampioen als de nummer twee van het seizoen 2021/22 zullen in het seizoen erop deelnemen aan de 1e ronde van de UEFA Women's Champions League.
ADO Den Haag was het eerste team dat deze plaats in nam, omdat het een samenwerkingsverband was aangegaan met de kampioen van de Hoofdklasse dat seizoen ervoor: Ter Leede. Tijdens de periode van de Women's BeNe League plaatste het hoogst geplaatste team uit beide landen zich voor de Champions League.

## Mediarechten
RTL Nederland had de uitzendrechten van de competitie in handen bij de introductie in 2007. Samenvattingen van de gespeelde wedstrijden werden op zaterdag en zondag uitgezonden op RTL 8. Later werden de samenvattingen van de wedstrijden uitgezonden bij regionale omroepen en op de website van de KNVB. In 2011 ging RTV Oost de wedstrijden van FC Twente live uitzenden.
Medio 2021 startte ESPN met het uitzenden van een live wedstrijd op zondagmiddag. Vanaf het seizoen 2023/24 kwam daar een livewedstrijd op zaterdagmiddag bij. De uitzendingen worden vanaf locatie gepresenteerd door Fresia Cousiño Arias, Aletha Leidelmeijer of Sanne van Dongen met Leonne Stentler of Claudia van den Heiligenberg als vaste analist. Daarnaast zendt de NOS op zondagavond de samenvattingen uit van alle wedstrijden uit de competitie.
Na het bekrachtigen van de nieuwe televisierechtendeal tussen de clubs en ESPN voor de periode 2025-2030, op 6 februari 2024, zouden alle Vrouwen Eredivisie-wedstrijden per direct live worden uitgezonden op de sportzender.

## Kampioenen
| Seizoen | D.            | Kampioen       | Statistieken  | Statistieken  | Statistieken  | Statistieken  | Statistieken  | Trainer            |
| Seizoen | D.            | Kampioen       | W.            | O.            | G.            | V.            | P.            | Trainer            |
| ------- | ------------- | -------------- | ------------- | ------------- | ------------- | ------------- | ------------- | ------------------ |
| 2007/08 | 6             | AZ             | 20            | 11            | 4             | 5             | 37            | Ed Engelkes        |
| 2008/09 | 7             | AZ (2)         | 24            | 15            | 4             | 5             | 49            | Ed Engelkes (2)    |
| 2009/10 | 6             | AZ (3)         | 20            | 12            | 5             | 3             | 41            | Ed Engelkes (3)    |
| 2010/11 | 8             | FC Twente      | 21            | 13            | 5             | 3             | 44            | Mary Kok-Willemsen |
| 2011/12 | 7             | ADO Den Haag   | 18            | 15            | 2             | 1             | 47            | Sarina Wiegman     |
| 2012/13 | 8             | FC Twente (2)  | 14            | 9             | 4             | 0             | 34            | Arjan Veurink      |
| 2013/14 | 14            | FC Twente (3)  | 26            | 21            | 2             | 3             | 65            | Arjan Veurink (2)  |
| 2014/15 | 13            | FC Twente (4)  | 24            | 20            | 2             | 2             | 62            | Arjan Veurink (3)  |
| 2015/16 | 7             | FC Twente (5)  | 24            | 18            | 2             | 4             | 56            | Arjan Veurink (4)  |
| 2016/17 | 8             | Ajax           | 21            | 17            | 3             | 1             | 54            | Ed Engelkes (4)    |
| 2017/18 | 9             | Ajax (2)       | 24            | 16            | 7             | 1             |               | Benno Nihom        |
| 2018/19 | 9             | FC Twente (6)  | 24            | 16            | 5             | 3             |               | Tommy Stroot       |
| 2019/20 | Geen kampioen | Geen kampioen  | Geen kampioen | Geen kampioen | Geen kampioen | Geen kampioen | Geen kampioen |                    |
| 2020/21 | 8             | FC Twente (7)  | 20            | 14            | 3             | 3             |               | Tommy Stroot (2)   |
| 2021/22 | 9             | FC Twente (8)  | 24            | 19            | 3             | 2             | 60            | Robert de Pauw     |
| 2022/23 | 11            | Ajax (3)       | 20            | 18            | 1             | 1             | 55            | Suzanne Bakker     |
| 2023/24 | 12            | FC Twente (9)  | 22            | 18            | 2             | 2             | 56            | Joran Pot          |
| 2024/25 | 12            | FC Twente (10) | 22            | 18            | 3             | 1             | 57            | Joran Pot (2)      |
| 2025/26 | 12            |                |               |               |               |               |               |                    |

### Statistieken

#### Titels per club
| Team         | T. | Jaren kampioen                                                                           |
| ------------ | -- | ---------------------------------------------------------------------------------------- |
| FC Twente    | 10 | 2010/11, 2012/13, 2013/14, 2014/15, 2015/16, 2018/19, 2020/21, 2021/22, 2023/24, 2024/25 |
| Ajax         | 3  | 2016/17, 2017/18, 2022/23                                                                |
| AZ           | 3  | 2007/08, 2008/09, 2009/10                                                                |
| ADO Den Haag | 1  | 2011/12                                                                                  |

#### Trainers met meerdere titels
| Trainer       | T. | Jaren kampioen                     |
| ------------- | -- | ---------------------------------- |
| Arjan Veurink | 4  | 2012/13, 2013/14, 2014/15, 2015/16 |
| Ed Engelkes   | 4  | 2007/08, 2008/09, 2009/10, 2016/17 |
| Joran Pot     | 2  | 2023/24, 2024/25                   |
| Tommy Stroot  | 2  | 2018/19, 2020/21                   |

## Overzichtslijsten

### Aantal seizoenen
Vetgedrukt de clubs die in 2025/26 in de Vrouwen Eredivisie spelen. 
| Club            | Voorloper(s)          | /16 | Periode              |
| --------------- | --------------------- | --- | -------------------- |
| ADO Den Haag    |                       | 16  | 2007–2012, 2015–2026 |
| sc Heerenveen   |                       | 16  | 2007–2012, 2015–2026 |
| FC Twente       |                       | 16  | 2007–2012, 2015–2026 |
| PEC Zwolle      |                       | 13  | 2010–2012, 2015–2026 |
| AFC Ajax        |                       | 11  | 2015–2026            |
| PSV             | PSV/FC Eindhoven      | 11  | 2015–2026            |
| VV Alkmaar      | SC Telstar VVNH       | 09  | 2011–2012, 2015–2023 |
| Excelsior       | Excelsior/Barendrecht | 09  | 2017–2026            |
| FC Utrecht      |                       | 08  | 2007–2012, 2023–2026 |
| AZ              |                       | 07  | 2007–2011, 2023–2026 |
| Feyenoord       |                       | 05  | 2021–2026            |
| Telstar         |                       | 04  | 2022–2026            |
| Willem II       |                       | 04  | 2007–2011            |
| Fortuna Sittard |                       | 03  | 2022–2025            |
| Achilles '29    |                       | 03  | 2016–2019            |
| VVV-Venlo       |                       | 02  | 2010–2012            |
| NAC Breda       |                       | 01  | 2025–2026            |
| Roda JC         |                       | 01  | 2008–2009            |

### Eeuwige ranglijst
De volgorde is gebaseerd op het aantal punten behaald met wedstrijden vanaf de oprichting in 2007 (drie per gewonnen wedstrijd, één punt per gelijkspel en nul per verloren wedstrijd). In seizoen 2012/2013 werd in de eerste seizoenshelft door alle Nederlandse clubs gespeeld in de BeNe league Orange. Daarom is in onderstaande ranglijst deze competitie als seizoen meegenomen. In de tweede helft van het seizoen, en de twee volgende seizoenen, werden de competities gemixt met Nederlandse en Belgische clubs. Deze wedstrijden zijn niet meegenomen in onderstaande ranglijst. 
| Spelend in de Eredivisie in 2024/25                 |
| Spelend in de Eerste divisie in 2024/25             |
| gestopt met vrouwenvoetbal of licentie overgedragen |

| Pos | Club            | /16 | Gs  | W   | G  | V   | Pnt | Ppw  | Dv  | Dt  | Ds   |
| --- | --------------- | --- | --- | --- | -- | --- | --- | ---- | --- | --- | ---- |
| 1.  | FC Twente       | 16  | 295 | 186 | 51 | 57  | 612 | 2,07 | 747 | 318 | +429 |
| 2.  | ADO Den Haag    | 16  | 295 | 146 | 59 | 90  | 497 | 1,68 | 560 | 379 | +181 |
| 3.  | Ajax            | 11  | 193 | 137 | 30 | 26  | 441 | 2,28 | 464 | 155 | +309 |
| 4.  | PSV             | 11  | 193 | 115 | 31 | 47  | 376 | 1,95 | 445 | 213 | +232 |
| 5.  | sc Heerenveen   | 16  | 296 | 71  | 63 | 162 | 276 | 0,93 | 352 | 581 | –229 |
| 6.  | PEC Zwolle      | 13  | 232 | 58  | 46 | 128 | 220 | 0,95 | 330 | 534 | –204 |
| 7.  | AZ              | 6   | 117 | 60  | 25 | 32  | 205 | 1,75 | 195 | 118 | +77  |
| 8.  | FC Utrecht      | 8   | 149 | 56  | 32 | 61  | 200 | 1,34 | 211 | 226 | -15  |
| 9.  | Willem II       | 4   | 85  | 35  | 13 | 37  | 118 | 1,39 | 133 | 128 | +5   |
| 10. | Telstar         | 7   | 129 | 32  | 21 | 76  | 117 | 0,91 | 177 | 351 | –174 |
| 11. | Feyenoord       | 4   | 76  | 29  | 16 | 31  | 103 | 1,36 | 106 | 110 | –4   |
| 12. | VV Alkmaar      | 6   | 102 | 24  | 16 | 62  | 88  | 0,86 | 126 | 265 | -139 |
| 13. | Fortuna Sittard | 3   | 52  | 25  | 9  | 18  | 84  | 1,62 | 116 | 81  | +35  |
| 14. | Excelsior       | 8   | 134 | 9   | 23 | 102 | 50  | 0,37 | 108 | 398 | –290 |
| 15. | Achilles '29    | 3   | 53  | 11  | 5  | 37  | 38  | 0,72 | 48  | 188 | -140 |
| 16. | VVV-Venlo       | 2   | 39  | 9   | 10 | 20  | 37  | 0,95 | 61  | 91  | –30  |
| 17. | Roda JC         | 1   | 24  | 1   | 4  | 19  | 7   | 0,29 | 22  | 65  | –43  |

Bijgewerkt t/m 17 december 2024, na speelronde 10. FC Twente en Ado Den Haag spelen in februari 2025 nog een inhaalwedstrijd, dus deze teams hebben dit seizoen 1 wedstrijd minder gespeeld. 

### Europees voetbal
Hieronder staan de clubs die zich voor een Europese competitie kwalificeerden. Eredivisionist ADO Den Haag was Europees deelnemer dankzij het samenwerkingsverband dat met de landskampioen van 2007, Ter Leede was aangegaan.
| Seizoen               | Hoofdtoernooi                | Voorronde        |
| UEFA Women's Cup      | UEFA Women's Cup             | UEFA Women's Cup |
| --------------------- | ---------------------------- | ---------------- |
| 2007/08               |                              | ADO Den Haag     |
| 2008/09               |                              | AZ               |
| UEFA Champions League |                              |                  |
| 2009/10               | AZ                           |                  |
| 2010/11               | AZ                           |                  |
| 2011/12               | FC Twente                    |                  |
| 2012/13               | ADO Den Haag                 |                  |
| 2013/14               | FC Twente (via voorronde)    |                  |
| 2014/15               | FC Twente                    |                  |
| 2015/16               | FC Twente (via voorronde)    |                  |
| 2016/17               | FC Twente (via voorronde)    |                  |
| 2017/18               | AFC Ajax (via voorronde)     |                  |
| 2018/19               | AFC Ajax (via voorronde)     |                  |
| 2019/20               | FC Twente (via voorronde)    |                  |
| 2020/21               | AFC Ajax PSV (via voorronde) |                  |
| 2021/22               | FC Twente                    | PSV              |
| 2022/23               | FC Twente                    | AFC Ajax         |
| 2023/24               | AFC Ajax                     | FC Twente        |
| 2024/25               | FC Twente                    | AFC Ajax         |

### Topscorers
| Topscorers per seizoen | Topscorers per seizoen | Topscorers per seizoen | Topscorers per seizoen |
| Seizoen                | Speler                 | Aantal                 | Club                   |
| ---------------------- | ---------------------- | ---------------------- | ---------------------- |
| 2007/08                | Karin Stevens          | 20                     | Willem II              |
| 2008/09                | Sylvia Smit            | 14                     | sc Heerenveen          |
| 2009/10                | Chantal de Ridder      | 11                     | AZ                     |
| 2009/10                | Sylvia Smit            | 11                     | sc Heerenveen          |
| 2010/11                | Chantal de Ridder      | 19                     | AZ                     |
| 2011/12                | Priscilla de Vos       | 16                     | SC Telstar VVNH        |
| 2012/13                | Renate Jansen          | 10                     | ADO Den Haag           |
| 2013/14                | Vivianne Miedema       | 39                     | sc Heerenveen          |
| 2014/15                | Lineth Beerensteyn     | 17                     | ADO Den Haag           |
| 2015/16                | Jill Roord             | 20                     | FC Twente              |
| 2016/17                | Katja Snoeijs          | 21                     | SC Telstar VVNH        |
| 2017/18                | Katja Snoeijs          | 25                     | VV Alkmaar             |
| 2018/19                | Joëlle Smits           | 25                     | FC Twente              |
| 2019/20                | Joëlle Smits           | 16                     | PSV                    |
| 2020/21                | Joëlle Smits           | 23                     | PSV                    |
| 2021/22                | Fenna Kalma            | 33                     | FC Twente              |
| 2022/23                | Fenna Kalma            | 30                     | FC Twente              |
| 2023/24                | Tessa Wullaert         | 26                     | Fortuna Sittard        |
| 2024/25                | Jaimy Ravensbergen     | 23                     | FC Twente              |
| 2025/26                |                        |                        |                        |

| Topscorers per club | Topscorers per club | Topscorers per club                         |
| Club                | Aantal              | Seizoenen                                   |
| ------------------- | ------------------- | ------------------------------------------- |
| FC Twente           | 5                   | 2015/16, 2018/19, 2021/22, 2022/23, 2024/25 |
| sc Heerenveen       | 3                   | 2008/09; 2009/10, 2013/14                   |
| ADO Den Haag        | 2                   | 2012/13, 2014/15                            |
| AZ                  | 2                   | 2009/10; 2010/11                            |
| PSV                 | 2                   | 2019/20, 2020/21                            |
| SC Telstar VVNH     | 2                   | 2011/12, 2016/17                            |
| Fortuna Sittard     | 1                   | 2023/24                                     |
| VV Alkmaar          | 1                   | 2017/18                                     |
| Willem II           | 1                   | 2007/08                                     |

| Topscorerstitel per speelster | Topscorerstitel per speelster | Topscorerstitel per speelster       | Topscorerstitel per speelster |
| Speler                        | Aantal                        | Clubs                               | Seizoenen                     |
| ----------------------------- | ----------------------------- | ----------------------------------- | ----------------------------- |
| Joëlle Smits                  | 3                             | FC Twente (1); PSV (2)              | 2018/19; 2019/20; 2020/21     |
| Fenna Kalma                   | 2                             | FC Twente (2)                       | 2021/22; 2022/23              |
| Katja Snoeijs                 | 2                             | SC Telstar VVNH (1); VV Alkmaar (1) | 2016/17; 2017/18              |
| Chantal de Ridder             | 2                             | AZ (2)                              | 2009/10; 2010/11              |
| Sylvia Smit                   | 2                             | sc Heerenveen (2)                   | 2008/09; 2009/10              |
| Jaimy Ravensbergen            | 1                             | FC Twente (1)                       | 2024/25                       |
| Tessa Wullaert                | 1                             | Fortuna Sittard                     | 2023/24                       |
| Jill Roord                    | 1                             | FC Twente (1)                       | 2015/16                       |
| Lineth Beerensteyn            | 1                             | ADO Den Haag (1)                    | 2014/15                       |
| Vivianne Miedema              | 1                             | sc Heerenveen (1)                   | 2013/14                       |
| Renate Jansen                 | 1                             | ADO Den Haag (1)                    | 2012/13                       |
| Priscilla de Vos              | 1                             | SC Telstar VVNH (1)                 | 2011/12                       |
| Karin Stevens                 | 1                             | Willem II (1)                       | 2007/08                       |